# Рон
Рон (нід. Rhoon) — село у нідерландській провінції Південна Голландія, входить до муніципалітету Албрандсвард.

## Географія
Село Рон розташоване у західній частині острова Ейсселмонде, у дельті річок Рейн і Маас, на південний захід від Роттердама. До меж села також входить хутір Портланд, розташований на східному кордоні муніципалітету.
Площа села становить 23,72 км², з яких суходолу — 22,59 км², водної поверхні — 1,13 км².

## Історія
Вперше згадується в історії у 1199 році, коли зеландець Йонкер Бігго ван Дейвеланд (нід. Jonker Biggo van Duyveland) отримав ці землі у володіння (феод) від графа Голландського Дірка VII. Пізніше ван Дейвеланд зводить тут замок Heerlijkheid Roeden. Від назви замку походить і назва поселення, яке згадується 1230 року як Ecclesia de Roden (укр. «парафія Роден») та 1299 року як Roeden.
Первісний замок в Роні був знищений повінню святої Єлизавети 1421 року і на його місті збудували сучасний замок Рона (нід. Kasteel van Rhoon). Поселення Рон перебувало у феодальній залежності від родини ван Дейвеланд до 1683 року, коли Пітер ван Дейвеланд, останній з роду, продав Рон Хансу Віллему Бентінку з Діпенхейма, володарю Дріммелена та графу Портланда. Потомки Бентінка володіли Роном до 1830 року, коли права на ці землі перекупив Антоні ван Хобокен, роттердамський судновласник. Його онук, Едвард ван Хобокен, який помер 1913 року, був останнім носієм титулу володаря Рона і Пендрехта.
Упродовж століть поселення Рон часто зазнавало збитків та розорення. Наприкінці так званої «війни гачків і тріски», у листопаді 1488 року війська Йоріса ван Бредероде (нід. Joris van Brederode), який підтримував «гачків», захопили і пограбували Роттердам, що схилявся до партії «тріски». 6 лютого 1489 року ці війська увійшли на землі Рона, пограбували і спалили замок, а у мешканців відібрали усі вози для перевезення награбованого майна. У 1669 році значна частина села дуже постраждала від великої пожежі, а у листопаді 1775 року — від повені. Також Рон значно постраждав від повені 1953 року.
У Другій світовій війни Рон, як і інші нідерландські міста, захопили нацисти. 10 жовтня 1944 року на місцевій льонопрядильній фабриці сталася пожежа, у якій загинув німецький солдат. Невідомо, чи це був нещасний випадок, чи свідома диверсія, але наступного дня окупаційна влада захопила у заручники шістьох мешканців села і засудила до страти. Власник фабрики, на ім'я Барендрегт, який був свідком пожежі, намагався врятувати цих людей, але був страчений разом із ними того ж дня. Письменник і історик Ян Броккен, який виріс у Роні, з 2002 року вивчав історію Рона за часів війни і на основі документів і свідчень очевидців написав книгу «Відплата» (нід. «De Vergelding»), яка вийшла 2013 року.
Після Другої світової війни село почало активно розширяти межі, з'явилися нові житлові масиви. 1 січня 1985 року село Рон об'єдналося із сусіднім селом Портюгал у муніципалітет Албрандсвард.

## Транспорт
Через село проходять автошляхи N492 та A15. Із Роттердамом Рон сполучається лінією D роттердамського метрополітену, тут розташована однойменна станція метро, відкрита 25 жовтня 1974 року.

## Пам'ятки історії та архітектури
На території села розташовано 25 національних пам'яток, зокрема:
- реформатська церква, зведена у XV столітті,
- римо-католицька церква святого Вілліброрда, зведена 1894 року,
- будинок Хейс-те-Пендрехт (пол. Huis te Pendrecht), зведений 1625 року,
- замок Рона, зведений у середні віки;
- 13 ферм XVIII–XIX століть.

### Галерея

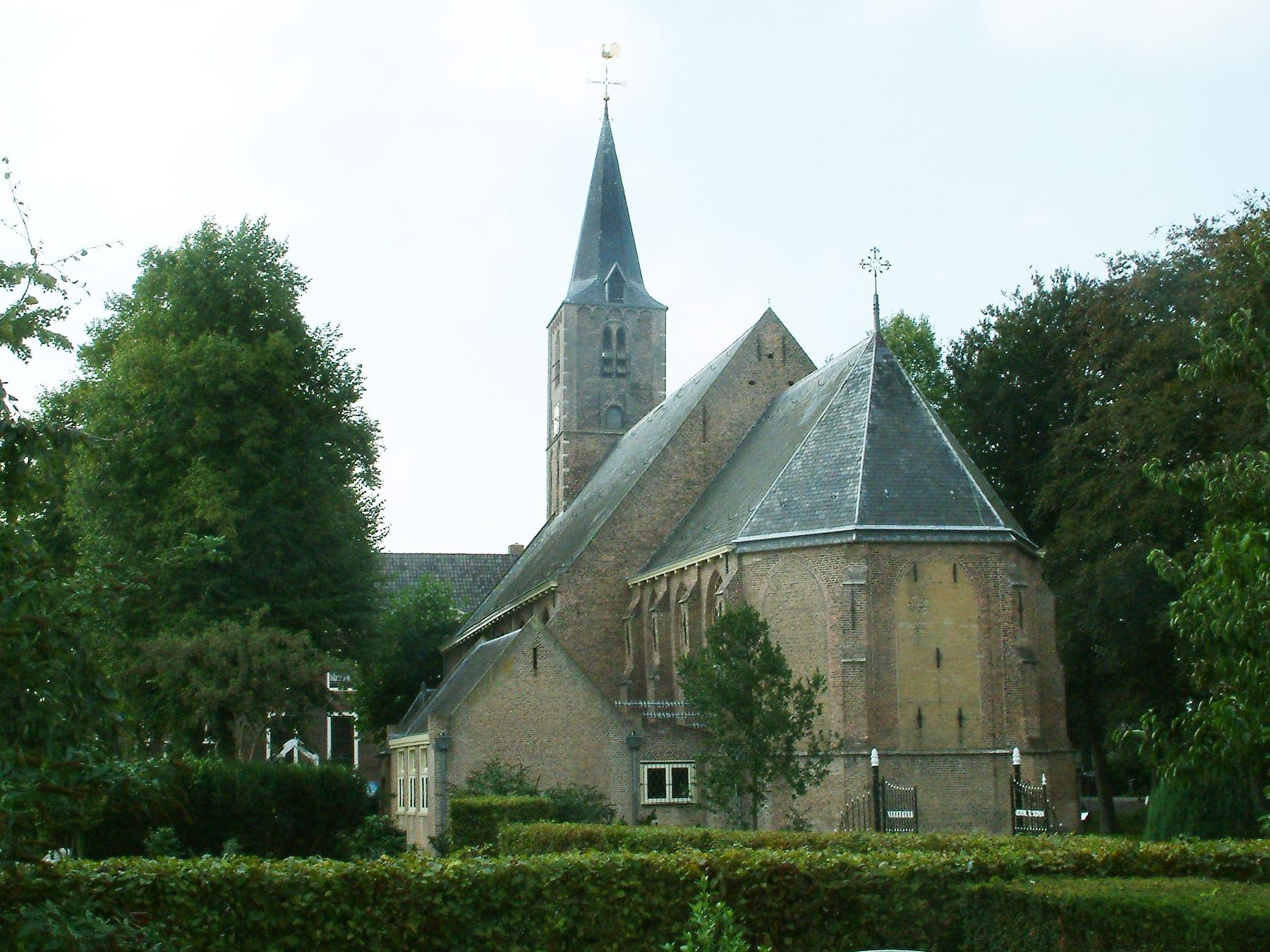
Церква XV століття
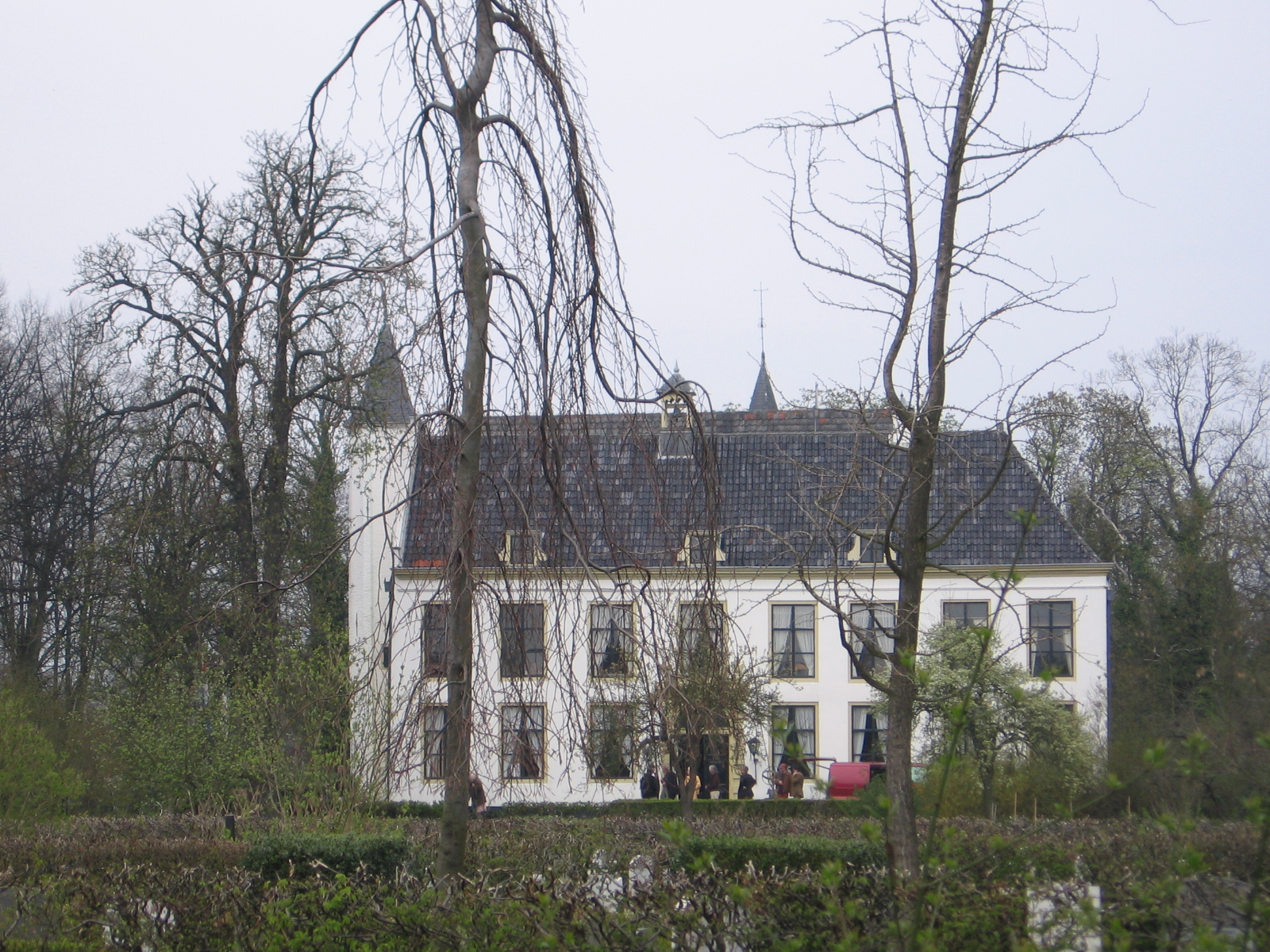
Замок Рона
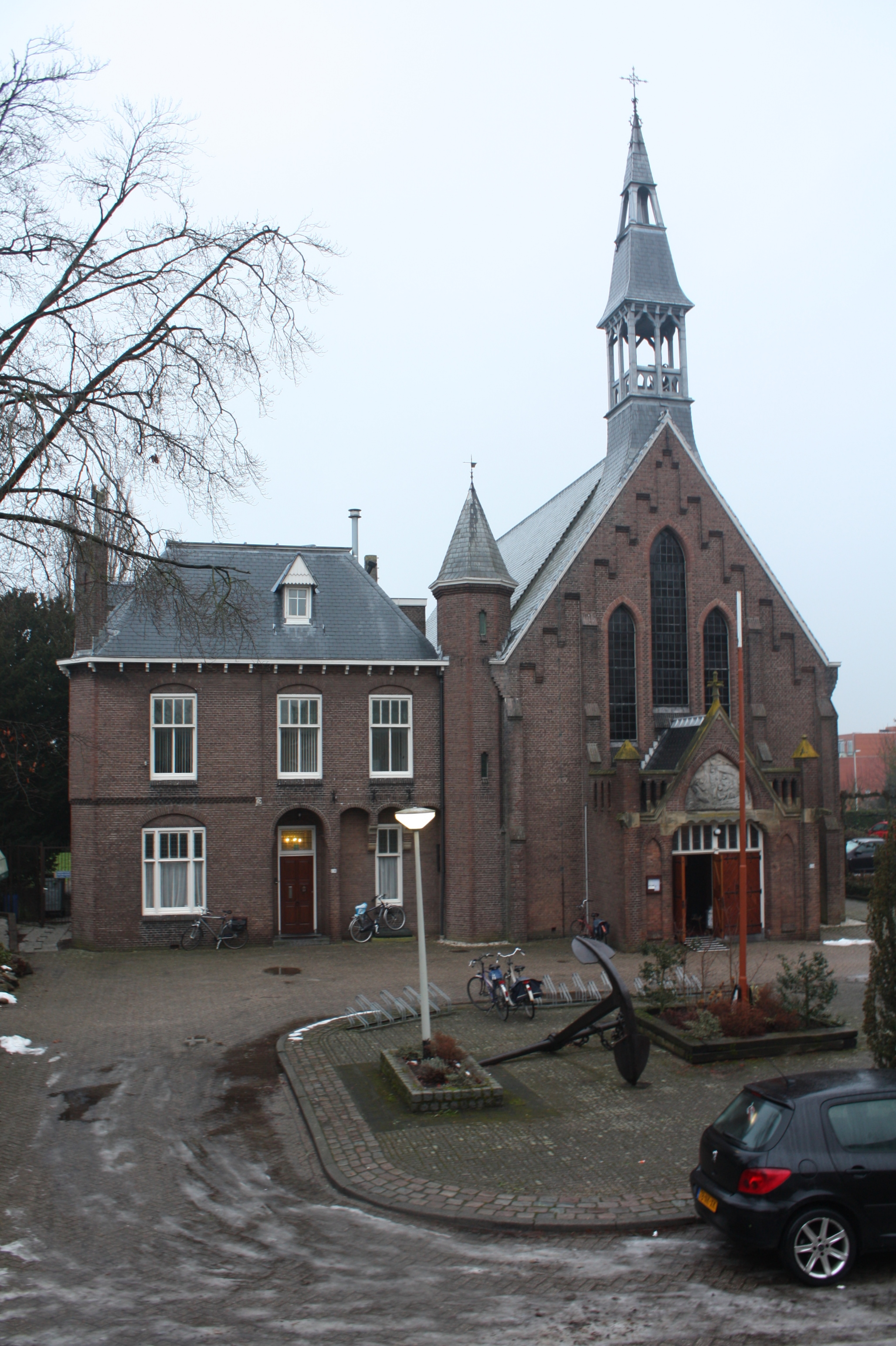
Римо-католицька церква святого Вілліброрда
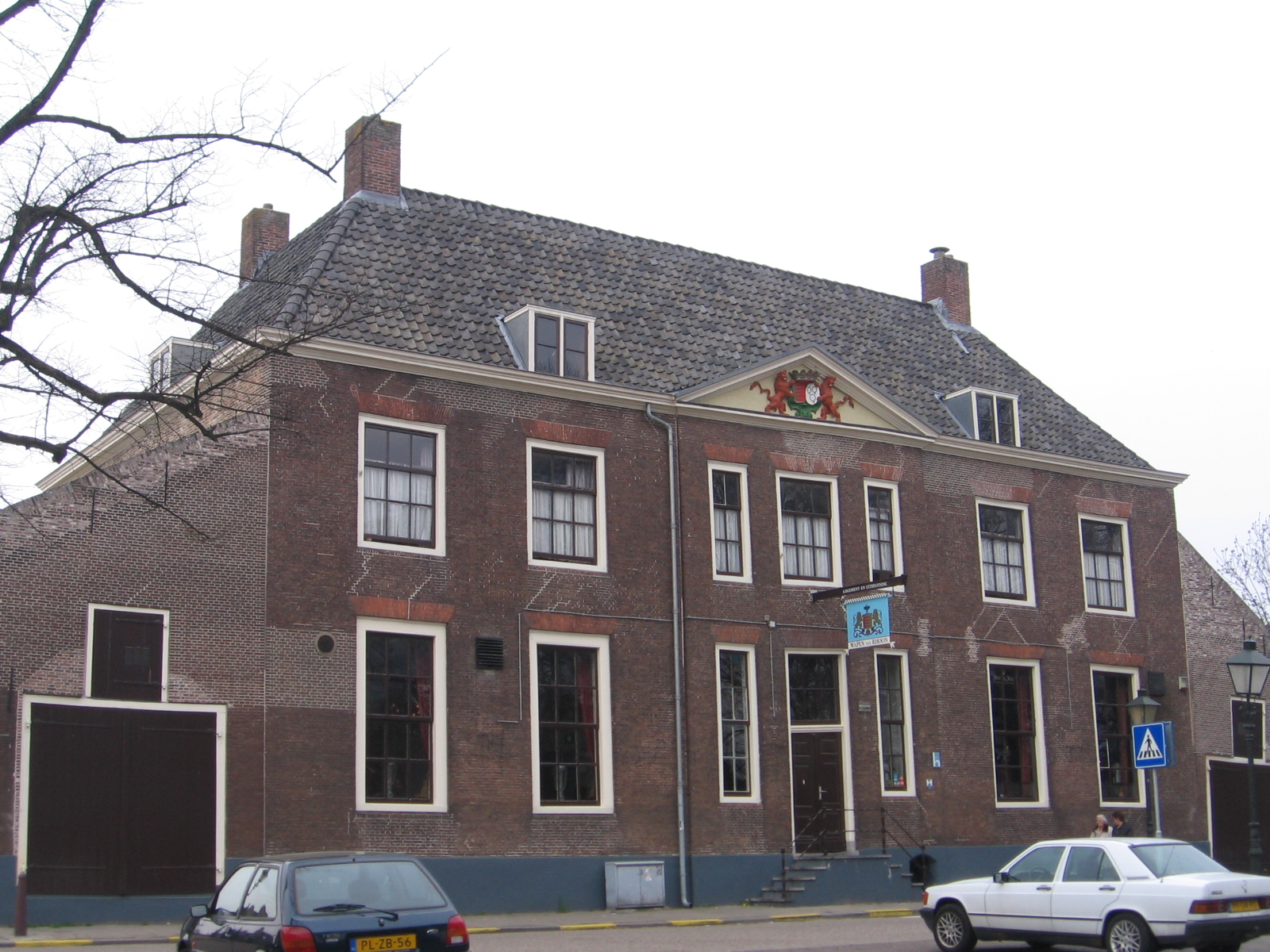
Будинок Хейс-те-Пендрехт
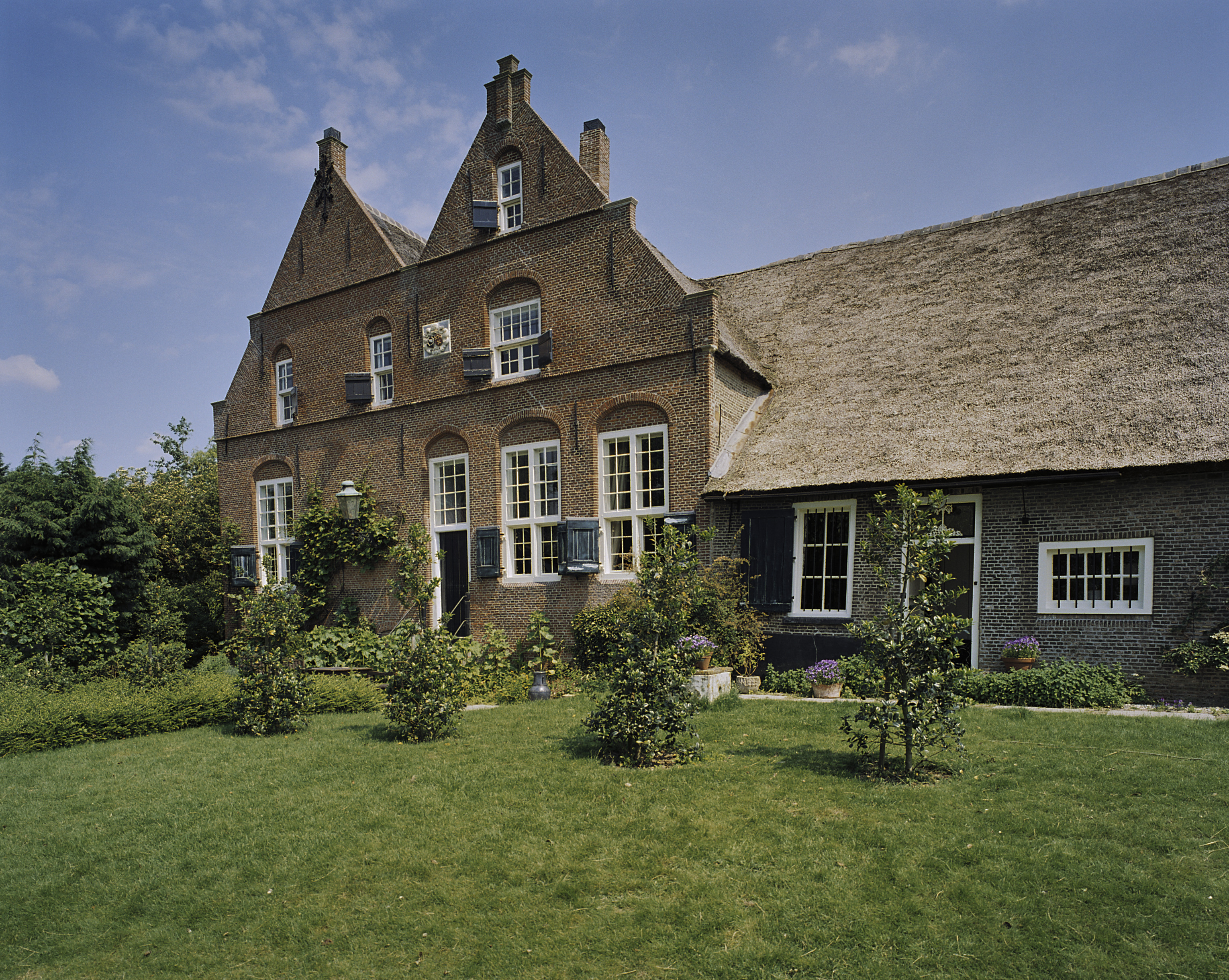
Ферма Rheesteyn (1701-1727 роки)

## Видатні мешканці
- Паул Босвелт — нідерландський футболіст, півзахисник.